# Álgebra homológica
Álgebra homológica é o ramo da matemática que estuda os métodos da homologia e da cohomologia em um contexto geral. Esses conceitos se originaram na topologia algébrica.
Teorias cohomológicas têm sido definidas para muitos objetos diferentes como espaços topológicos, feixes, grupos, anéis, álgebras de Lie e C*-algebras. O estudo da geometria algébrica moderna, por exemplo,  seria praticamente impensável sem a cohomologia de feixes.
Uma noção central na álgebra homológica é a de seqüência exata, que podem ser usadas para cálculos. Uma ferramenta clássica  da álgebra homológica é o funtor derivado cujos exemplos mais básicos são Ext e Tor.